# Йона II (митрополит Київський)
Йо́на II (пом. 9 липня 1507) — митрополит Київський, Галицький та всієї Руси.
Був архімандритом Мінського Вознесенського монастиря. У 1503–1507 роках управляв Київською митрополією. Своїм призначенням на митрополію був зобов'язаний православній княгині Олені, доньці великого князя Московського Івана III, яка клопотала за нього перед королем Олександром. Благословення й поставлення на митрополію Йона одержав, імовірно, від Константинопольського патріарха Пахомія в 1504 році. Був завзятим противником Флорентійської унії.
Його життя до обрання на Київську митрополію невідоме. До прийняття чернецтва він був людиною сімейною і мав сина Семена. Є підстави вважати, що він походив із Московської держави, можливо, був духівником королеви Олени після попа Фоми, з яким вона прибула з Москви.
Як пастир митрополит Йона був ревним і строгим, як людина — дуже простим. Він вирізнявся благочестям і палкою відданістю інтересам свого народу й віри, користувався глибокою повагою пастви.
Помер 9 липня 1507 року.